# 3-тя гвардійська армія (СРСР)
3-тя гварді́йська а́рмія (3 гв. А) — гвардійська загальновійськова армія у складі Збройних сил СРСР під час Німецько-радянської війни з 1942 до 1945.

## Командування
- Командувач:
  - генерал-лейтенант Лелюшенко Д. Д. (5 грудня 1942 — березень 1943 та серпень 1943 — лютий 1944);
  - генерал-майор артилерії Г. І. Хетагуров (березень — серпень 1943);
  - генерал-лейтенант Д. І. Рябишев (лютий — березень 1944);
  - генерал-полковник В. М. Гордов (квітень 1944 — травень 1945).